# Henning Flügge
Henning Flügge (* 18. Januar 1683 in Wilstedt; † 3. November 1754 in Hannover) war ein deutscher lutherischer Theologe.

## Leben
Flügge besuchte die Schule in Harburg und Celle und bezog 1705 die Universität Halle. Im gleichen Jahr trat er eine Stelle als Informator bei den Kindern des Pfarrers und Konsistorialrats Lindenberg in Celle an. Ab Ostern 1708 setzte er seine Studien an der Universität Helmstedt fort, wo er zugleich eine Stelle als Hilfsprediger erhielt. Am 5. Juli 1709 wurde er vom Rat der Stadt Hannover zum Pastor an der Marktkirche berufen. Ab 1748 war er Senior des Stadtkirchenministeriums.

## Werke
- Achtzehn Neujahrspredigten (Hannover 1727)
- Geistliche Reden in unterschiedlichen Fällen gehalten (Hannover 1734)
- Jesus im Lazarett, bey Einweihung des Hannöverischen Krankenhauses aus Joh. V. 1-9 in einem Sermon vorgestellt (Hannover 1737)
- Die Vortheile, welche Kranke und Sterbende der Religionsverbesserung zu danken haben (Hannover 1755)